# Tucanes de Chiapas
Los Tucanes de Chiapas fue un equipo de béisbol que participó en la Liga Invernal Veracruzana con sede en Tuxtla Gutiérrez, Chiapas, México.

## Historia
Los Tucanes de Chiapas debutaron en la LIV en la Temporada 2014-2015.

### Inicios
Los Tucanes por primera vez forman parte de la LIV.

### Actualidad
Toman parte de la actual temporada de la LIV.

## Jugadores

### Roster actual
Actualizado al 3 de enero de 2016.
"Temporada 2015-2016"
| Lanzadores: - # Víctor Álvarez - # Roberto Ramírez - # Sergio Lizárraga - # Manuel Báez - # Héctor Navarro - # Eder Llamas - # Francisco Córdova - # Francisco Villa - # Axel Ríos - # Gerardo Esparza - # Jesús Joaquín Lara - # Jesús Manuel Carrillo - # Omar Espinoza Receptores: - # Carlos Rodríguez Ruiz - # Adrián Gutiérrez Aceves |  | Jugadores de Cuadro: - # Jesús Daniel García - # Miguel Rodríguez - # Armando Guerrero - # Abraham Ramos - # Carlos Olmos - # Sergio de la Cruz - # José Griffith Jardineros: - # Juan Carlos Linares - # Maikel Serrano - # Gregorio Vázquez - # Bernardo López - # José Thompson Mánager: # Roberto Ramírez |